# 莫姆契洛·克拉伊什尼克
莫姆契洛·克拉伊什尼克（1945年1月20日—2020年9月15日），波黑塞族政治人物。

## 生平
1945年生于塞拉耶佛。毕业于萨拉热窝大学经济学系。1990年至1992年，任波斯尼亞和黑塞哥維那社會主義共和國议会主席。1992年与拉多万·卡拉季奇共同创立塞尔维亚族民主党。1996年波黑战争结束后，当选波黑主席团成员，代表塞族。1998年在大选中失利，未能连任。2000年4月3日被捕。2006年9月27日，海牙法庭判处其27年监禁。随后他提起上诉。2009年3月17日，改为20年有期徒刑。2013年9月获准提前释放，返回波黑塞族共和國。2020年9月15日因2019冠状病毒病并发症逝世。